# Gamleby landskommun
Gamleby landskommun var en tidigare kommun i Kalmar län.

## Administrativ historik
När 1862 års kommunalförordningar trädde i kraft inrättades i Sverige cirka 2 500 kommuner. Huvuddelen av dessa var landskommuner (baserade på den äldre sockenindelningen), vartill kom 89 städer och åtta köpingar. I Gamleby socken i Södra Tjusts härad i Småland inrättades då denna kommun. Själva samhället Gamleby blev då en  municipalköping i denna landskommun. 1 mars 1918 inrättades även Gamleby municipalsamhälle. 
1931 avskiljdes ett område i norra delen av kommunen för att ingå i den då nybildade Överums landskommun.
Vid kommunreformen 1952 bildade Gamleby storkommun genom sammanläggning med de tidigare kommunerna Lofta och Odensvi.
Municipalsamhället och municipalköpingen upplöstes båda 1956. Det vanliga i samband med sådana förändringar var då fortfarande att landskommunen ombildades till köping, vilket dock inte skedde i detta fall. 
År 1971 upplöstes Gamleby kommun och dess område gick upp i Västerviks kommun.
Kommunkoden 1952-1970 var 0805.

### Kyrklig tillhörighet
I kyrkligt hänseende tillhörde kommunen Gamleby församling. Den 1 januari 1952 tillkom Lofta församling och Odensvi församling.

## Geografi
Gamleby landskommun omfattade den 1 januari 1952 en areal av 373,56 km², varav 351,59 km² land.

### Tätorter i kommunen 1960
| Tätort     | Folkmängd |
| ---------- | --------- |
| Gamleby    | 2 413     |
| Piperskärr | 268       |

Tätortsgraden i kommunen var den 1 november 1960 43,5 procent.

## Politik

### Mandatfördelning i valen 1938–1966
| 13 | 12 |

| 25 |

| 14 | 5 | 2 | 4 |

| 25 |

| 2 | 12 | 5 | 2 | 4 |

| 24 |

| 19 | 8 | 3 | 5 |

| 32 |

| 19 | 7 | 3 | 6 |

| 32 |

| 18 | 8 | 2 | 7 |

| 30 | 5 |

| 2 | 18 | 8 | 2 | 5 |

| 30 | 5 |

| 3 | 15 | 9 | 3 | 5 |

| 29 | 6 |